# Cmentarz rzymskokatolicki w Kłodawie

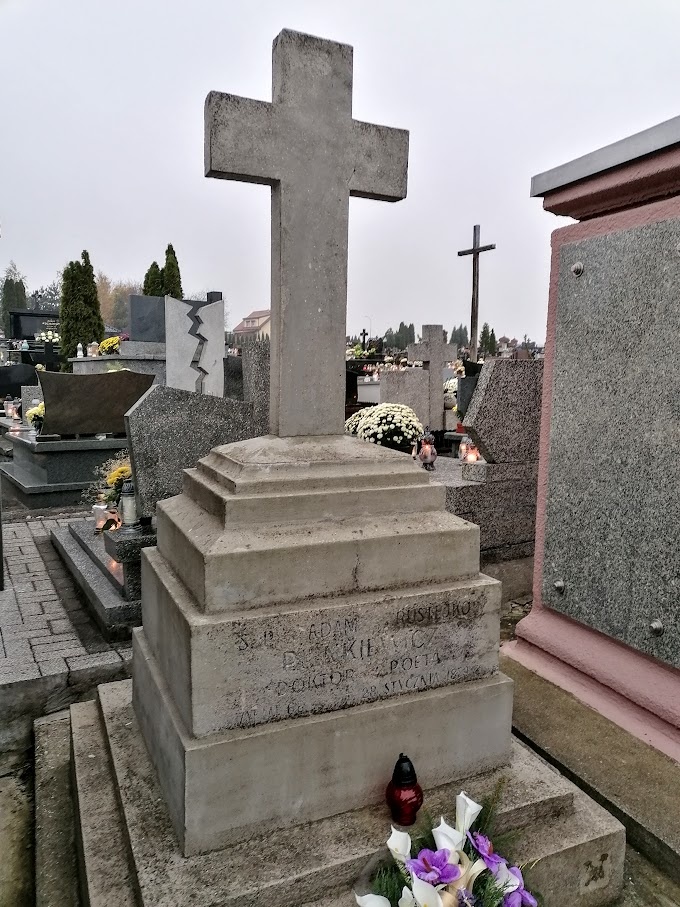
Grób Adama Pieńkiewicza

Cmentarz rzymskokatolicki w Kłodawie – cmentarz katolicki w Kłodawie, w województwie wielkopolskim. Cmentarz zarządzany jest przez parafię Wniebowzięcia Najświętszej Maryi Panny w Kłodawie. 
Cmentarz figuruje w gminnej ewidencji zabytków. 

## Historia
Cmentarz założono na wzniesieniu nad rzeką Rgilewką w 1793 roku, po wydaniu rozporządzenia króla Fryderyka Wihelma, zakazującego pochówków w kościołach i na cmentarzach przykościelnych. Cmentarz powstał na terenie należącym do kłodawskiej parafii i wyznaczony został na planie kwadratu. W 1848 i 1866 roku cmentarz rozszerzany był o kolejne grunty należące do parafii, osiągając w 1866 powierzchnię 3 mórg (ok. 1,5 hektarów). W 1916 roku cmentarz rozszerzono o kolejną morgę. Początkowo cmentarz od frontu posiadał barierę, a z trzech stron otoczony był rowem. W późniejszych latach front obwiedziono murowanym parkanem, a boki barierami kamienno-ziemnymi.
W 1925 roku na zebraniu zgromadzenia parafialnego podjęto decyzję o wzniesieniu nowego, murowanego parkanu oraz o urządzeniu bramy wjazdowej i furtki. Postanowiono także wybudować w okolicach cmentarza jednoizbowy domek z kuchnią, który miał być przeznaczony na mieszkanie dla grabarza. Postanowiono także obudować parkanem przylegający do cmentarza ogród owocowo-warzywny, który stanowił własność proboszcza i miał zostać przeznaczony na dalsze rozszerzenie cmentarza. Przeciwko tym działaniom zaprotestował jednak kłodawski proboszcz – ks. Hipolit Pyszyński, który dopatrzył się w działaniach zgromadzenia „zamachu na całość posiadania probostwa w Kłodawie” i w związku z tym wysyłał pisma m.in. do magistratu miasta, starosty powiatu kolskiego oraz do kurii diecezjalnej w Łodzi, planował także powiadomić w tej sprawie urząd wojewódzki oraz prokuraturę.
Następca ks. Pyszyńskiego – ks. Teofil Choynowski próbował pozyskać do rozszerzenia cmentarza grunty należące do państwa. Ziemia przyznana parafii przez Okręgowy Urząd Ziemski okazała się jednak nieodpowiednia do tego celu i ksiądz Choynowski ostatecznie podjął decyzję o rozszerzeniu cmentarza o należący do probostwa ogród. Parkan otaczający cmentarz budowano w latach 1932–1935, przeprowadzono również wtedy prace porządkowe na terenie nekropolii. Wybudowano wtedy także domek dla grabarza.
Podczas kampanii wrześniowej na cmentarzu pochowano czterech żołnierzy batalionu Obrony Narodowej „Wągrowiec”, poległych w Kłodawie 12 września 1939 roku. Na cmentarzu znajdują się także tablice pamiątkowe poświęcone ofiarom zbrodni katyńskiej, ppor. Filipowi Strusiowi oraz ppor. Michałowi Koziorowskiemu.
W latach 80. XX wieku pojawił się pomysł zaadaptowania niezamieszkanego już wówczas domu grabarza na dom przedpogrzebowy, co też następnie uczyniono. W latach 90. XX wieku dom wyposażono w chłodnię.

## Kościół św. Fabiana i Sebastiana
Na terenie znajduje się także zabytkowy, drewniany kościół św. Fabiana i Sebastiana, pełniący funkcję kościoła filialnego kłodawskiej parafii. W latach 1848–1878 pełnił on funkcję kościoła parafialnego.
Kościół ten remontowano m.in. w latach 1846–1847, 1972–1976 i 2007–2008. Przy kościele stoi także drewniana dzwonnica.

## Pochowani
Na cmentarzu zostali pochowani m.in.:
- Saturnin Czerniewicz – burmistrz Kłodawy
- Stanisław Markowski – żołnierz Armii Krajowej
- Adam Rustejko Pieńkiewicz – lekarz, pisarz i poeta (zm. 1879)
- Leopold Płaczkiewicz – powstaniec styczniowy (zm. 1918)
- Roch Szurgociński – powstaniec styczniowy
- żołnierze batalionu ON „Wągrowiec” (zginęli podczas kampanii wrześniowej)